# Parlamento del popolo
Il termine Parlamenti del popolo o Assemblee del popolo (in lettone Tautas Saeima, lituano Liaudies Seimas) fu utilizzato nel 1940 per le legislature fantoccio riunite dopo le elezioni in Estonia, Lettonia e Lituania per legittimare l'occupazione dell'Unione Sovietica. In tutti e tre i paesi, le elezioni dei parlamenti hanno seguito lo stesso scenario, dettato dai funzionari a Mosca e mutuato dall'incorporazione delle terre bielorusse e ucraine all'indomani dell'invasione della Polonia nel 1939.

## Occupazione
Il 15 e il 16 giugno 1940, l'Unione Sovietica presentò un ultimatum a tutti e tre i paesi baltici, che furono poi invasi dall'esercito rosso. Dopo l'invasione, i precedenti governi furono sostituiti da "governi popolari" pro-comunisti. Il nuovo governo ha quindi respinto i parlamenti esistenti (Riigikogu in Estonia, Seimas in Lituania) e ha annunciato nuove elezioni per i "Parlamenti del popolo" che si tennero il 14 luglio e il 15 luglio 1940 (in origine, l'elezione in Lituania si sarebbe doveva tenere solo il 14 luglio, ma a causa della bassa affluenza venne estesa anche al 15 luglio).

## Elezioni
| Risultati delle elezioni | Risultati delle elezioni | Risultati delle elezioni |
| Paese                    | Affluenza                | Voti per i comunisti     |
| ------------------------ | ------------------------ | ------------------------ |
| Estonia                  | 81,6%                    | 92,2%                    |
| Lettonia                 | 94,7%                    | 97,6%                    |
| Lituania                 | 95,5%                    | 99,2%                    |

Solo i candidati proposti da istituzioni legalmente funzionanti potrebbero candidarsi a ogni elezione. A quel tempo tutti i partiti e le organizzazioni non comuniste erano fuorilegge. I partiti comunisti locali sono emersi dalla clandestinità con 1.500 membri in Lituania, 500 in Lettonia e 133 in Estonia. Quindi solo le leghe popolari proponevano candidati, esattamente uno per ogni posto disponibile. C'erano un numero di non comunisti nella sua lista. Gli sforzi per presentare candidati alternativi sono stati bloccati. Repressioni e terrore furono impiegati contro i critici elettorali e gli attivisti politici. Ad esempio, in Lituania sono stati arrestati circa 2000 attivisti l'11 giugno. mentre chi non ha votato è stato definito un "nemico del popolo" e potrebbe aspettarsi future persecuzioni per "aver fallito i loro doveri politici". Le schede elettorali avevano solo un'opzione - il nome scelto dai comunisti. Secondo i risultati truccati, i candidati comunisti hanno ricevuto oltre il 90% dei voti. L'inviato sovietico a Londra pubblicò i risultati delle elezioni ancor prima che le cabine votive si chiudessero.

## Sessioni del Parlamento e conseguenze
Tutti e tre i parlamenti si sono riuniti il 21 luglio 1940. Nella loro prima sessione tutti e tre i parlamenti hanno adottato all'unanimità risoluzioni per convertire i loro stati nelle Repubbliche socialiste sovietiche (SSR): la RSS Estone, la RSS Lettone e la RSS Lituana. Un altro decreto decise di presentare una petizione al Soviet Supremo dell'Unione Sovietica per accettare queste RSS di nuova costituzione nell'Unione Sovietica. I parlamenti hanno anche eletto i loro rappresentanti per andare a Mosca e presentare personalmente il loro caso di fronte al Soviet Supremo. Altri atti adottati in queste prime sessioni riguardavano la nazionalizzazione di praticamente tutte le grandi imprese, proprietà immobiliari e terreni, e altre politiche di sovietizzazione. Le leggi furono adottate in pratica senza alcuna discussione e in maniera unanime.
Il 1º agosto, i delegati baltici arrivarono a Mosca e fecero una petizione al Soviet Supremo. Dopo apparente delibera, la richiesta lituana è stata concessa il 3 agosto, la richiesta lettone il 5 agosto e la richiesta estone del 6 agosto. Di conseguenza, i Parlamenti del Popolo si ribattezzarono Soviet Supremi dei rispettivi RSS. Quindi il processo di legittimazione dell'occupazione era completo. Anche dopo la dissoluzione dell'Unione Sovietica, la Russia sostiene ufficialmente che tutti e tre i paesi baltici aderirono volontariamente all'URSS.